# Gestamp Umformtechnik
Die Gestamp Umformtechnik GmbH ist ein Zulieferer der internationalen Automobil-, Nutzfahrzeug- und Fahrzeugindustrie mit Sitz in Ludwigsfelde. An seinen zwei Standorten in Ludwigsfelde und Bielefeld arbeiten ca. 1.300 Mitarbeiter. Das Produkt- und Dienstleistungsspektrum der Gestamp Umformtechnik umfasst die Entwicklung und Fertigung von Fahrwerks- und Karosserieteilen.
Das Unternehmen gehörte jahrzehntelang zum ThyssenKrupp-Konzern und wurde im Juli 2011 an die spanische Unternehmensgruppe Gestamp verkauft.
Das Produktspektrum der Gestamp Umformtechnik umfasst:
Fahrwerk
- Längsträger
- Querträger, Rahmenkopfteile
- Rahmenbauteile
- Achskörper, -teile und -träger
- Hinter- und Vorderachsen
- Längs-, Quer-, Spur- und Schräglenker
- Verbundlenkerachsen
- Vordere Achsmodule
- Vordere und hintere Hilfsrahmen

Karosserie
- Heckklappen
- Motorhauben / Zusammenbauten Motorhauben
- Türen / Türen Zusammenbau
- Seitenwände
- A-Säulen
- Dachbleche
- Kotflügel
- Stoßfänger, Streben
- Bodenbleche
- Türen
- Seitenwände
- B-Säulenverstärkungen
- Seitenaufprallträger